# Museo nazionale delle arti e tradizioni popolari
Il Museo nazionale delle arti e tradizioni popolari “Lamberto Loria” è stato un museo statale italiano, con sede a Roma. Dal settembre 2016 il Museo, assieme ad altri quattro istituti, è confluito nel nuovo Museo delle civiltà.

## Descrizione
Il Museo raccoglie oggetti che testimoniano le arti e le tradizioni popolari tra la fine del XIX secolo e la prima metà del XX, documentando la vita quotidiana, il lavoro e la religiosità popolare nel periodo precedente all'industrializzazione.
Il nucleo principale delle collezioni venne raccolto alla fine dell'800 e nei primissimi anni del '900 dall'etnologo Lamberto Loria (1855-1913) ed altri suoi pari e illustri collaboratori – Aldobrandino Mochi, Alessandro D’Ancona, Francesco Baldasseroni, Giuseppe Pitré e Raffaele Corso – e venne esposto alla Mostra Etnografica, tenutasi a Roma nel 1911 in occasione delle celebrazioni per il cinquantenario dell'Unità d'Italia. Le collezioni, arricchite di numerose acquisizioni e donazioni, sono state collocate nell'attuale sede dell'EUR nel 1956, mentre il Museo fu aperto al pubblico nel 1957.
Il Museo ospita inoltre mostre tematiche su arti e tradizioni popolari italiane ed estere, nonché mostre di arte contemporanea di autori le cui opere sono realizzate con metodi e materiali riconducibili alla tradizione.

## Storia
L'inaugurazione della sede attuale, nel Palazzo delle Tradizioni Popolari dell'EUR, ebbe luogo il 20 aprile 1956, ma le sue origini sono più lontane e risalgono al 1906, anno della nascita a Firenze del Museo di Etnografia voluto da Lamberto Loria. In virtù del museo fiorentino, il Comitato esecutivo delle celebrazioni del cinquantenario dell'Unità d'Italia offrì a Loria l'incarico di organizzare una Mostra etnografica delle regioni, fornendo così l'opportunità di integrare i circa 5.000 oggetti del museo fiorentino con oltre 30.000 oggetti frutto di un'intensa attività di ricerca, e inoltre testimonianze a stampa, manoscritte e iconografiche che rappresentano oggi una documentazione unica del patrimonio etnografico italiano. La mostra si tenne nel corso dell'Esposizione Nazionale del 1911, in piazza d'Armi, a Roma.
Conclusa la mostra, la collezione ebbe alterne vicende, in attesa di trovare una collocazione definitiva che arriverà solo con la programmazione delle manifestazioni legate all'Esposizione Universale di Roma prevista per il 1942. In questa occasione venne assegnato alla mostra l'edificio che diventerà poi sede del Museo Nazionale delle Arti e Tradizioni Popolari, progettato dagli architetti Castellazzi, Morresi e Vitellozzi. La decorazione esterna è opera di Enrico Prampolini, che nel 1941 realizzò il grande mosaico delle corporazioni; la decorazione interna del Salone d'Onore, commissionata agli artisti Amato, Barillà, Barrera, Bertoletti, Cascella, Cavalli, Colao, Gambetta, Guberti e Varagnolo, presenta una serie di affreschi ideati da Cipriano Efisio Oppo e ispirati ai temi della vita tradizionale italiana,  in parte incompiuti a causa dello scoppio della Seconda Guerra Mondiale. Ad Amerigo Tot si deve invece il bassorilievo Elementi caratteristici del folklore che decora il portale d'ingresso al Salone d'Onore.
L'acuirsi degli eventi bellici causò anche la sospensione dell'esposizione dei numerosi oggetti che verrà realizzata soltanto nel 1956, anno di apertura del Museo, su allestimento di Paolo Toschi. Dal 1997 è stato proposto un nuovo percorso espositivo basato su diverse tematiche relative al lavoro, alla vita quotidiana e alle tradizioni italiane, piuttosto che sul regionalismo su cui era imperniato il precedente allestimento.

## Descrizione

### Il palazzo

#### Storia della costruzione
Il Palazzo delle Arti e Tradizioni Popolari venne progettato nel 1938 ed ultimato nel 1942.
Il bando di concorso del 1937 voleva che il palazzo fosse il nucleo centrale dell'Esposizione Universale di Roma del 1942, mai avvenuta a causa della Seconda Guerra Mondiale: esso doveva ospitare su tre lati i Musei d'arte antica, d'arte moderna e della scienza, e sul quarto lato il cinema-teatro.

#### L'esterno
La facciata è prospiciente piazza Guglielmo Marconi (ex Piazza Imperiale) e presenta un portico con colonnato che si sviluppa attorno ad un cortile, e due corpi sporgenti dei quali uno termina in una quinta architettonica con colonne che chiude la piazza.
Presso il colonnato che chiude la piazza vi è il mosaico dal titolo "Le corporazioni" di Enrico Prampolini e, dirimpetto a questo, il mosaico "Le professioni e le arti" di Fortunato Depero realizzato su una delle pareti del Palazzo delle Scienze.
Esternamente l'edificio è molto simile al palazzo opposto che ospita le collezioni del Museo Nazionale Preistorico Etnografico "Luigi Pigorini", il Palazzo delle Scienze, e agli edifici sull'altro lato della piazza, originariamente destinati ad ospitare altri musei.

#### L'interno
Nell'atrio era previsto un pavimento con intarsi di marmo raffigurante l'opera "Costumi, maschere ed altri elementi decorativi" di Ferruccio Scattola. Attraverso un portale, decorato dal bassorilievo "Elementi caratteristici del folklore" di Amerigo Tot, si accede al salone d'onore, le cui due pareti brevi sono decorate ad affreschi, in parte rimasti incompiuti a causa delle vicende belliche.
Sulla parete d'ingresso:
- La battitura del grano, di Domenico Colao
- La sagra degli osei in Friuli a Sacile (PN), di Mario Varagnolo
- Cerimonia nuziale in Sardegna, di Nino Bertoletti (in parte incompiuto)
- Funerale in Puglia a Lucera (FG), di Emanuele Cavalli
- Il bue di san Zopito in Abruzzo a Loreto Aprutino (PE), di Tommaso Cascella

Sulla parete di fondo:
- La benedizione della barca, di Antonio Barrera
- Il trasporto del mosto in Romagna, di Garibaldo Guberti
- Processione nel Lazio ad Anticoli Corrado (RM), di Orazio Amato (in parte incompiuto)
- La mattanza dei tonni, di Pietro Barillà
- L'ultimo affresco avrebbe dovuto essere Battesimo in Liguria di Mario Gambetta, che non venne mai realizzato;[4] solo nel 1956 al suo posto venne posto un cartone di Filippo Figari raffigurante la Processione per sant'Efisio in Sardegna.

### Il museo
Il museo è ordinato secondo i seguenti temi:  La terra e le risorse; Vivere e abitare; Riti, feste e cerimonie.
- Piano terra:
  - Sistemi di trasporto. Sono esposti i tre principali sistemi di trasporto usati tra Ottocento e Novecento nel lavoro dai contadini e dai pastori: il trasporto diretto dei carichi da parte dell'uomo, quello su animali da soma, e quello a trazione animale o umana, a sua volta articolato in veicoli d'uso agricolo e pastorale e in veicoli usati dai carrettieri. Tra i numerosi oggetti esposti (carri, gioghi, tregge, slitte, ecc.) Vi sono anche due esemplari di carretti siciliani, uno di origine catanese e l'altro palermitano, un biroccio marchigiano e un carro da vino tipico delle campagne romane.
- Primo piano:
  - Macchine processionali. Il Museo possiede ed espone alcuni importanti modelli delle più significative macchine processionali inerenti alla tradizione e alla religiosità popolare in Italia, la maggior parte delle quali furono realizzate per la Mostra Etnografica del 1911. Tra queste vi sono la Varia di Palmi, i Gigli di Nola, i Ceri di Gubbio; ed è inoltre esposta parte della viterbese Macchina di Santa Rosa, Ali di luce, usata per le processioni tra il 2002 e il 2008.
  - Salone d'Onore. Nel Salone d'Onore, attualmente spoglio e in via di riallestimento, era esposta in passato una selezione delle raccolte storiche del Museo dal 1906, suddivisa per regioni: dagli oggetti riconducibili a Lamberto Loria alle acquisizioni di Paolo Toschi, tali oggetti narravano la storia delle collezioni e, nello stesso tempo, ne rappresentavano le diverse tematiche. Erano inoltre esposte fotografie della Mostra di Etnografia Italiana del 1911, organizzata in occasione del Cinquantenario dell'Unità d'Italia da Lamberto Loria.
  - Lavoro agricolo. In questa sezione sono illustrate le varie fasi del lavoro agricolo dall'aratura, seguita dalla seminazione, momento iniziale del ciclo produttivo del grano, alla mietitura e alla trebbiatura, momenti conclusivi per i quali venivano usati gli attrezzi esposti nel percorso museale. Gli oggetti esposti sono una preziosa selezioni di zappe, zapponi, zappette, vanghe e aratri, arpici e tridenti, falci e falcetti, tavole e pietre da trebbia, forconi e rastrelli, pale e crivelli. Sono esposti inoltre un torchio da vino e uno da olio.
  - Lavoro pastorale. Sono qui rappresentate due forme di allevamento del bestiame da latte (ovini, caprini e bovini): la transumanza praticata dai pastori abruzzesi è documentata nei suoi vari aspetti fin dal momento della migrazione degli stessi lungo i tratturi (le larghe vie erbose di antichissime origini che conducevano dall'Appennino al Tavoliere delle Puglie), dai basti per muli e asini usati per il trasporto delle varie masserizie, agli stazzi – i recinti per gli ovini -, alle attrezzature per la lavorazione del latte, alla cassa per l'equipaggiamento del pastore.
  - Pratiche venatorie. Sono esposti gli accessori d'uso più comune nella pratica venatoria: fucili, coltelli, fiaschette da polvere da sparo in corno, zucca, pelle e metallo; inoltre nel percorso espositivo sono presenti anche trappole e fischietti.
  - Lavoro marinaro. La sala presenta una serie di modellini di imbarcazioni provenienti dalla collezione Loria, che documentano le differenti tipologie in uso in ambito popolare; sono inoltre raccolti attrezzi marinari quali nasse, reti, fiocine, paranze e altri oggetti tipici del lavoro marinaro, nonché modelli di vele al terzo con gli antichi emblemi della città di San Benedetto del Tronto. È inoltre esposta la gondola realizzata a fine '800 per la visita a Venezia della Regina Margherita, e con essa alcuni abiti da gondoliere.
  - Mestieri e mestieranti. In questa sezione sono esposte le insegne delle locande e delle botteghe degli artigiani, come quelle del tabaccaio, del barbiere, del farmacista e dell'orafo. Nelle vetrine inoltre sono in mostra gli strumenti da lavoro delle botteghe del fabbro, del bottaio, del falegname e di venditori ambulanti quali l'acquaiolo.
  - Abitazione e gesti del quotidiano. La sezione è dedicata all'abitazione e alla vita domestica con materiali che documentano l'architettura tradizionale, il lavoro domestico, l'arredo, il corredo e la dimensione religiosa della casa. Sono esposti plastici di abitazioni tradizionali come le case rurali o i trulli, e oggetti di arredo (madie e casse), accessori legati alla vita domestica quali recipienti per la cottura (paioli, pentole, padelle e tegami) o per la conservazione del cibo (vasi, brocche e recipienti in terracotta di Caltagirone). Inoltre sono esposti anche materiali relativi all'attività della filatura: arcolai e filatoi, rocche, fusi, aspi e incannatoi.
  - Ciclo della vita. In questa sezione sono raccolti oggetti relativi alle diverse fasi dello sviluppo dell'individuo scandite – secondo tradizione – dai "riti di passaggio". L'infanzia è documentata con l'esposizione di culle, girelli, fasce, vestitini e giocattoli. Qui sono anche collocati due grandi presepi realizzati con pastori napoletani Sette-Ottocenteschi, pezzi di grande valore storico che rappresentano i personaggi tipici della tradizione: pastori che portano doni, suonatori, Re Magi, venditori e più in generale scene di mercato, di locande e osterie, nonché la colonna romana a segnare il luogo dell'avvento. È inoltre esposto un presepe marchigiano del Settecento. Il matrimonio è testimoniato da abiti nuziali, cassapanche per il corredo e oggetti come fazzoletti, rocche, pegni d'amore e doni di fidanzamento. Infine il momento della morte è documentato dai costumi del lutto, turiboli e croci in ferro battuto.
  - Il tempo della festa. Sono qui conservate le maschere del Corteo dei mesi di San Sosti, paese in provincia di Cosenza: si tratta di dodici maschere (con l'aggiunta della maschera della moglie d'Aprile e del Capodanno) ciascuna delle quali portava oggetti allusivi ai diversi mesi dell'anno e, sfilando in corteo, recitava versi in dialetto. Sono inoltre esposti dei modelli in scala di macchine processionali come il Carro di S. Rosalia di Palermo, il Cereo di Catania e il Carro di Seminara. Infine sono esposte anche alcune maschere della Commedia dell'Arte e del teatro popolare, frutto di una ricostruzione storica voluta da Loria per la Mostra del 1911: Arlecchino e Arlecchina, Trivellino (personaggio di tradizione settentrionale), Pulcinella, Pantalone e uno dei personaggi più antichi dello spettacolo itinerante, il giovane e vanaglorioso Capitano che alcuni ricollegano al Miles Gloriosus plautino.
  - Il suono della tradizione. Sono esposti strumenti di musica popolare, risalenti per la maggior parte alla fine dell'800 e agli inizi del '900, e provenienti da varie regioni d'Italia, in prevalenza da quelle meridionali e dalle isole. Gli strumenti sono ripartiti nella quattro classi degli idiofoni (triccheballacche, raganelle, scacciapensieri, campanacci), membranofoni (caccavelle o putipù, tamburelli), aerofoni (flauti, ocarine, ciaramelle, fisarmoniche) e cordofoni (chitarra battente, mandolini, salteri).
  - Giochi e spettacoli di piazza. La sezione è dedicata agli spettacoli e ai giochi eseguiti in occasioni festive nelle fiere e nelle piazze. I fieranti si distinguevano per la loro appartenenza a comunità ambulanti ed erano detti scarpinanti o viaggiatori. Gli oggetti esposti appartengono al teatro di figura e sono di tre fondamentali tipologie: burattini (figure a guanto mosse dalle mani di un solo burattinaio); marionette (figure a più fili mosse dall'alto) diffuse quasi esclusivamente presso le classi elevate; e pupi (marionette mosse dall'alto da aste di ferro) dei quali il Museo conserva esemplari della tradizione siciliana e rari esempi di pupi romani.
  - Sala Lamberto Loria: la sala è destinata a mostre temporanee.
  - Sala dossier. Vengono qui allestite mostre tematiche con i materiali dalle raccolte del Museo custodite nei depositi.
  - Sala delle colonne. La sala è allestita con ceramiche provenienti principalmente da Grottaglie, che testimoniano questa antica tradizione artigianale diffusa in modo particolare in terra di Puglia, e più in generale nel meridione d'Italia. Tra i numerosi oggetti esposti anche i celebri pomi (in dialetto pumi) un tempo utilizzati per decorare balconi e terrazze.

## Galleria d'immagini

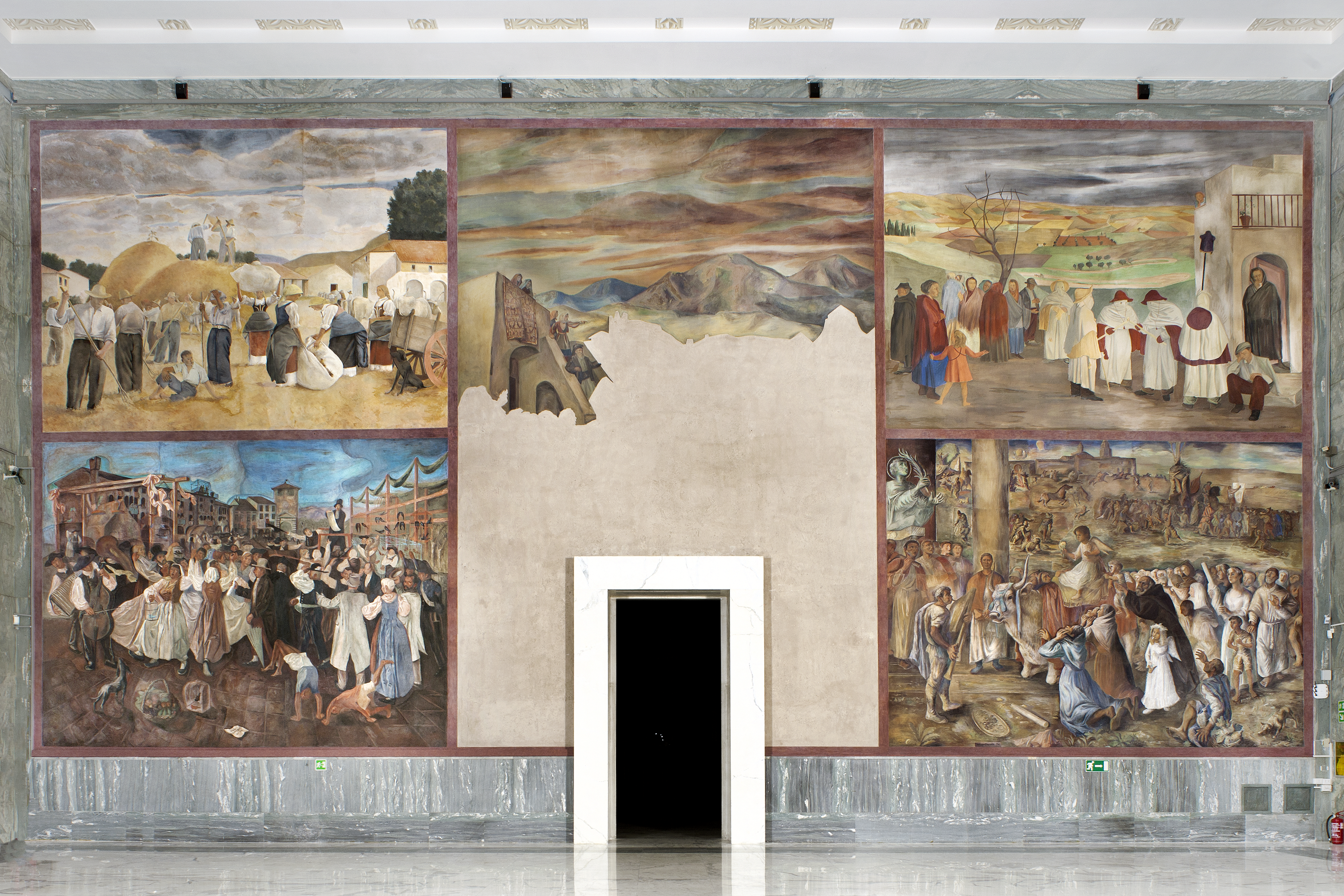
Palazzo delle Tradizioni Popolari, una delle pareti affrescate del salone d'onore, EUR, Roma (foto del Museo delle Civiltà)
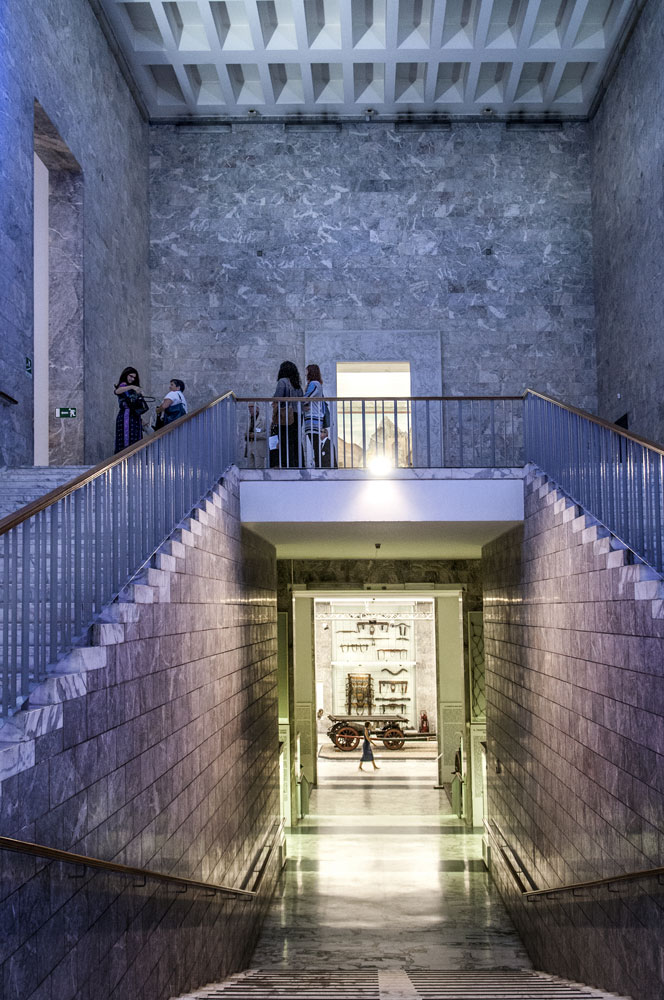
Palazzo delle Tradizioni Popolari, scalone monumentale, EUR, Roma (foto del Museo delle Civiltà)
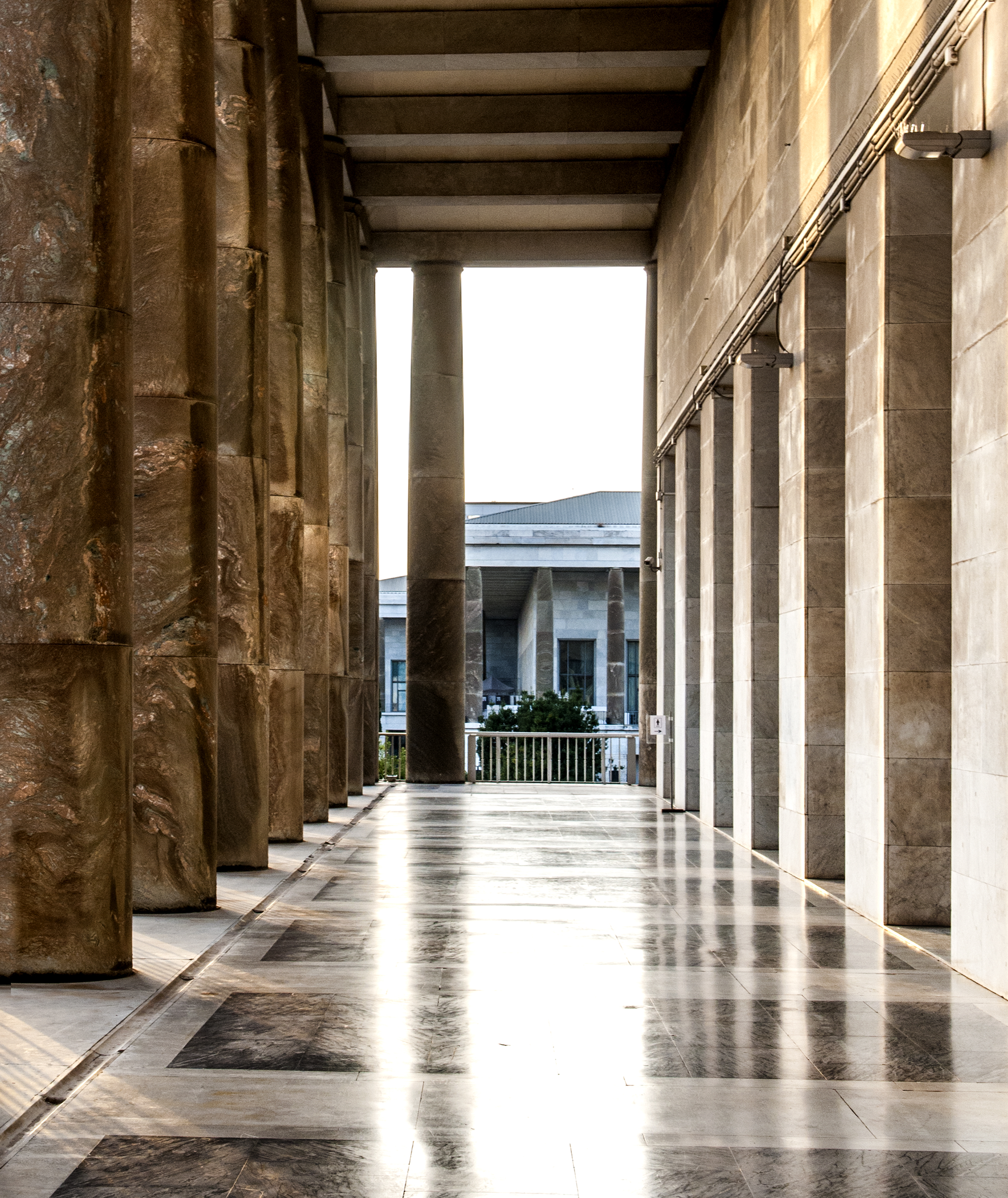
Palazzo delle Tradizioni Popolari, terrazza monumentale, EUR, Roma (foto del Museo delle Civiltà)
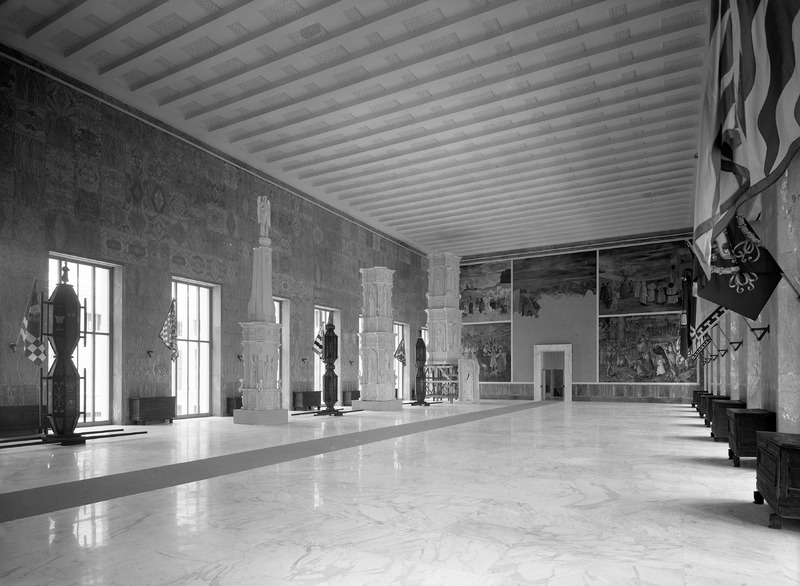
Museo delle Arti e Tradizioni Popolari, vecchio allestimento al Palazzo delle Tradizioni Popolari, EUR, Roma (1956)
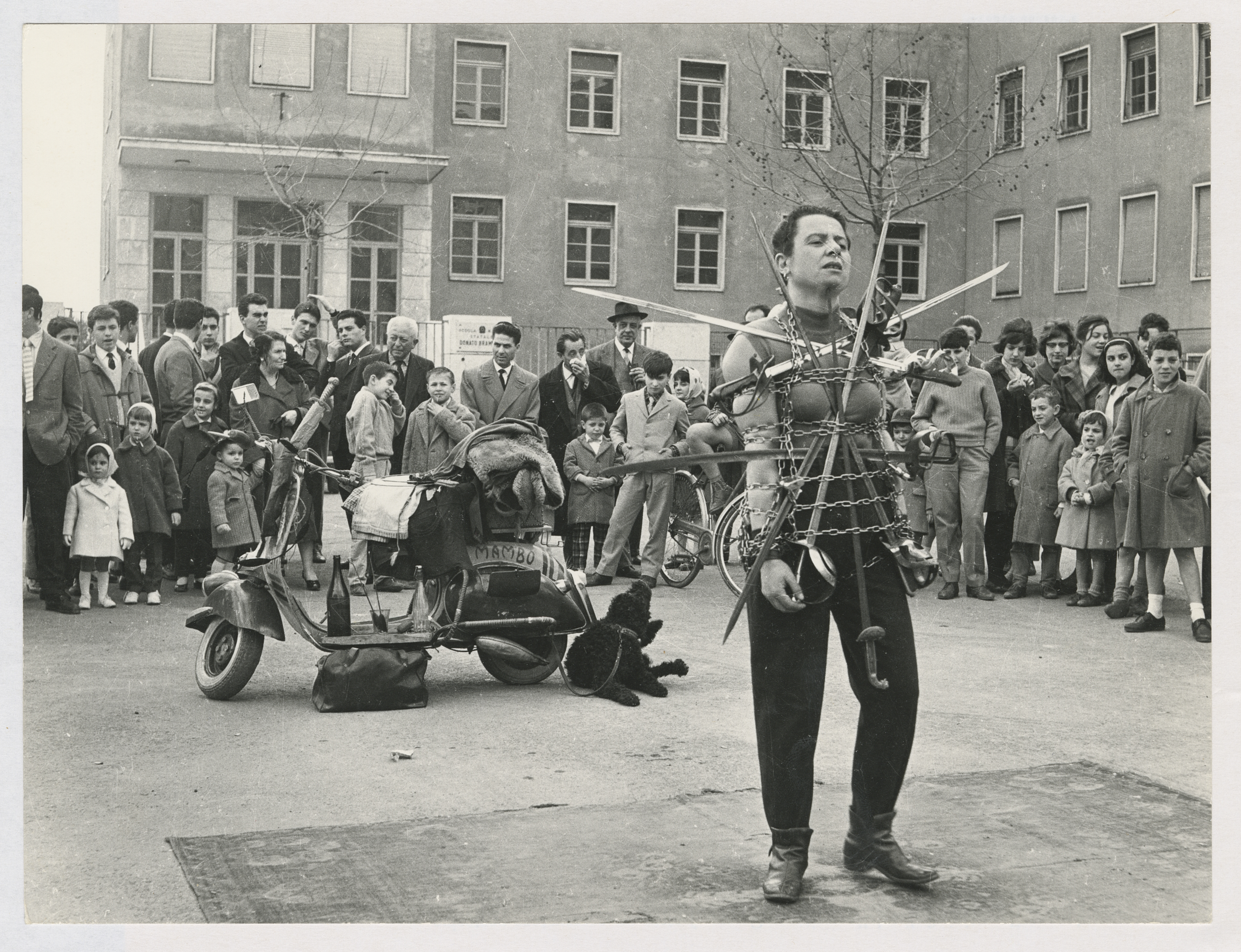
"Spettacoli di piazza", foto di Annabella Rossi conservata presso il Museo delle Civiltà, EUR, Roma (1957)

## Collegamenti
È raggiungibile dalla stazione EUR Fermi.
- Bus 30, 170, 671, 714, 791.